# Station Walfergem
Het station Walfergem is een voormalige spoorweghalte langs spoorlijn 60 (Jette-Dendermonde) in Walfergem, een gehucht van de gemeente Asse.
0,0: Jette ·
1,0: Ganshoren ·
2,3: Zellik-Renbaan ·
5,4: Zellik ·
7,7: Walfergem ·
9,6: Asse ·
13,1: Mollem ·
15,5: Merchtem ·
16,7: Droeshout ·
19,1: Opwijk ·
21,8: Heizijde ·
24,1: Lebbeke ·
26,3: Sint-Gillis ·
27,5: Dendermonde